# Zhan zhuang
Zhan Zhuang ou Chang Chuang (站桩) － pinyin: zhànzhuāng - é um termo em chinês mandarim que se refere a uma forma de meditação que é feita em pé, conservando-se o praticante num estado de aparente imobilidade. É também grafado em mandarim como 站椿 (pinyin: zhànchūn).  Pode também ser classificada como uma técnica de Chi Kung estática.

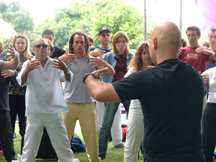
Prática de Zhan Zhuang no Dia Mundial do Tai Chi & Qigong em Israel.

O termo, quando escrito zhan zhuang, pode ser traduzido literalmente por "em pé" (站)  como uma "Estaca" (桩). Quando escrito 站椿, a tradução seria: em pé como uma Toona sinensis .  Assim, esta prática tornou-se mais conhecida no ocidente como "Postura da Árvore", "Abraçar a Árvore" ou "Chi Kung da Árvore".
Este método de treinamento é comum a diversas artes marciais chinesas, é especialmente enfatizado entre os estilos internos (neijia). Existem diversas posturas distintas para realizar este treinamento.
Em aparente imobilidade o praticante pode realizar exercícios respiratórios revigorantes e formas de meditação que auxiliem a desenvolver a força interior e o equilíbrio.

## Objetivos da prática
O Mestre Cai Wen Yu destaca o Zhan Zhuang como base do treinamento da arte marcial (link para o artigo entre as "páginas externas"): "O Zhan Zhuang é uma postura aparentemente estática onde o indivíduo exercita tensão e relaxamento, treinando o espírito, a mente e o corpo."
Posturas estáticas são utilizadas por um lado para desenvolver a paciência, ampliar a capacidade de meditar, aumentar a força das pernas e a vitalidade do corpo como um todo.
Seu objetivo é desenvolver a energia vital (Qi ou Ch'i) do ser humano, proporcionando um nível elevado de harmonia entre corpo e mente.
Os praticantes de Zhan Zhuang alegam terem recebido a partir da realização frequente desta prática diversos benefícios para sua saúde.
Para um aprendizado correto e consistente é necessário estudá-lo com pessoas muito bem preparadas, que realmente compreendam os seus princípios e tenham praticado esta técnica por vários anos, usufruindo de seus benefícios.

## Zhan Zhuang e I-Chuan
É um exercício básico da arte marcial chinesa I-Chuan. Foi desenvolvido ao nível máximo pelo criador desta arte, Mestre Wang Xiang Zhai, importante personalidade da arte marcial chinesa, grande mestre da família de estilos internos.
Ele compreendeu este método tão profundamente, indicando-o como a base essencial para a profunda compreensão da arte marcial chinesa.
Um dos introdutores deste método no Brasil foi o Mestre Wang Te Cheng, discípulo do Mestre Yao Zhong Xun, famoso expoente da escola de Boxe da Mente (Yiquan - I Chuan), e de Li Yong Zong e Yang De Mao, discípulos do Mestre Wang Xiang Zhai.
Mestres de I-Chuan, por estudarem tal método intensamente e tendo seu desenvolvimento ocorrido dentro desta escola estão entre os mais aptos a ensiná-lo.
Os resultados deste método superam em muito outros que se propõem a desenvolver rapidamente a energia vital, mas na prática não o fazem. Em três meses, se corretamente treinada esta meditação apresentará resultados notáveis a saúde e seus efeitos podem ser facilmente comprovados de forma científica.
(Obs: Não há nenhum relacionamento deste treinamento com o método chamado camisa de ferro de Shaolin, ou qualquer tipo de Yôga, apesar de também existirem posturas com este nome, não necessariamente possuem algo em comum, podendo na verdade ser bastante diferentes em essência.)

## A Postura de Abraçar a Árvore no Tai Chi Pai Lin
Na prática do Tai Chi Pai Lin a Postura de Abraçar a Árvore é praticada como um treinamento autônomo e também como um dos movimentos iniciais da sequência de Tai Chi Chuan transmitida nesta linhagem.
Relaxamento, concentração e serenidade, são efeitos desta prática que levaram o Mestre Liu Pai Lin a destacá-la simultaneamente como uma das formas de Chi Kung mais importantes dentro de sua transmissão e como uma porta de entrada para a prática da meditação taoísta Tao Yin.
Este treinamento, quando realizado em seu nível mais elevado, proporcionando a integração de Céu e Terra através do ser humano, também recebe o nome de Postura do Universo.